# Geranium subacutum
Geranium subacutum är en näveväxtart som först beskrevs av Pierre Edmond Boissier, och fick sitt nu gällande namn av Carlos Aedo. Geranium subacutum ingår i släktet nävor, och familjen näveväxter. Inga underarter finns listade i Catalogue of Life.